# Maxen (Adelsgeschlecht)

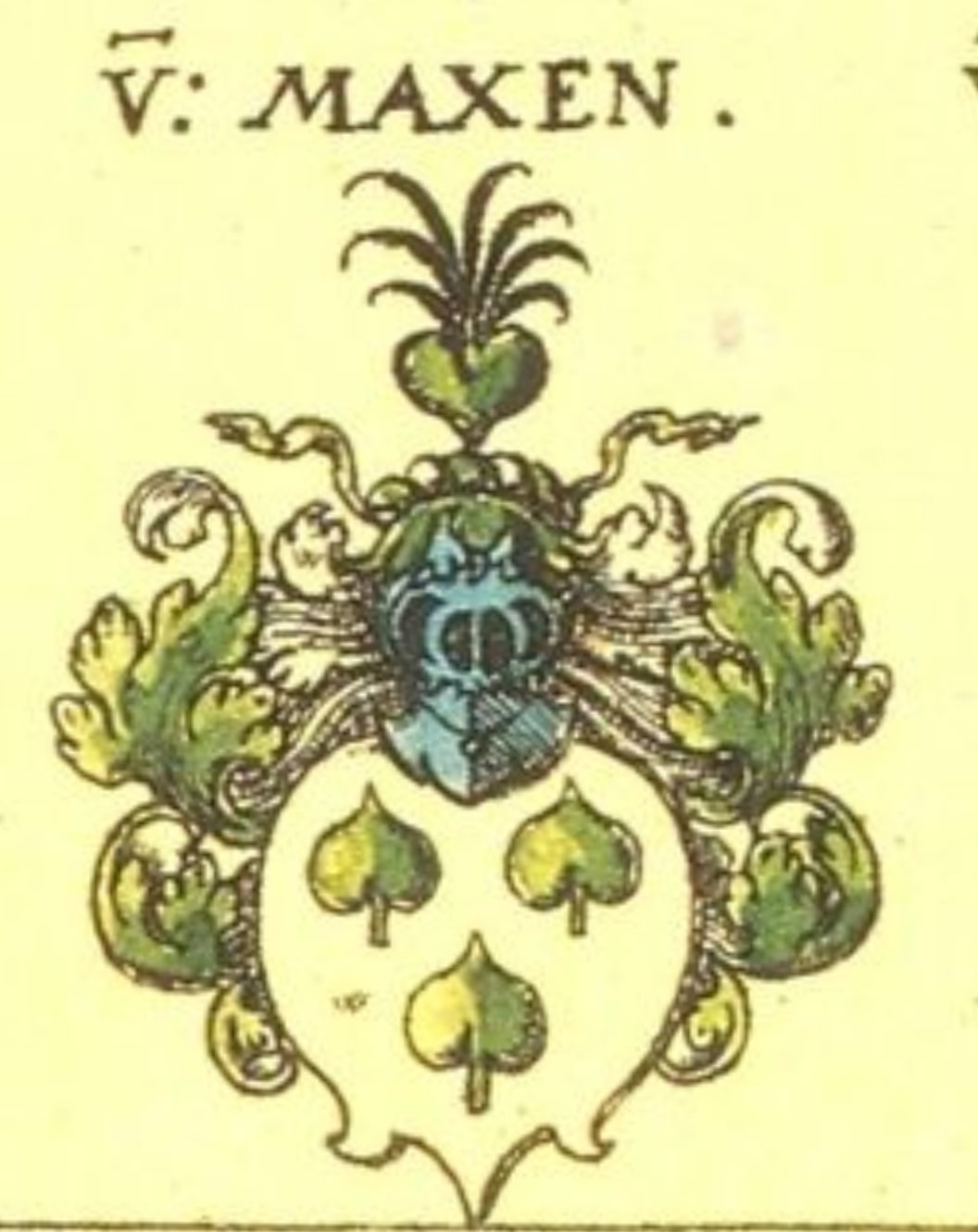
Wappen derer von Maxen

Maxen, auch Freiherren von Maxen, war ein meißnisches Uradelsgeschlecht, welches seinen Stammsitz in Maxen bei Pirna hatte.

## Geschichte
Seit spätestens 1335 saß das Geschlecht auf dem Stammsitz Maxen, welcher jedoch später verkauft wird. Im 15. und 16. Jahrhundert stellt die Familie einige Amtshauptleute in den größeren Städten der Lausitz und deren Umgebung. Während der Zeit der Hussitenkriege ist ein Peter von Maxen nachweisbar als damaliger Grundherr von Großschönau und Kämpfer in der Schlacht bei Aussig 1426 als Waffengefährte des Ritters Heinrich von Raussendorf, Grundherr des Dorfes Spremberg. Der von Maxen  wurde während der Kampfhandlungen bei Aussig an der Elbe fahnenflüchtig. Des Weiteren sind 1465 Martin von Maxen in Görlitz, 1557 Hans und 1573 ein weiterer Hans a. d. H. Gröditz in Bautzen erwähnt. Martin, ein Bruder von Hans und Sohn des 1430–31 gegen die Hussiten mitkämpfenden Heinczel v. M. zu Meschwitz, war Hauptmann in Görlitz von 1456 bis 1467, als er nach Meschwitz floh, weil sich Görlitz vom „Hussitenkönig“ Georg von Podiebrad, auf dessen Seite auch Martin stand, anwandte, und kehrte zwei Jahre vor seinem „plötzlichen“ Tod 1489 in Görlitz ebendorthin als Amtshauptmann zurück. Eine bestimmende Rolle hatten die von Maxen auch in Seidenberg inne. Dort stellten sie seit 1463 bis mindestens 1510 mehrere Ratsherren, mit Peter von Maxen zwischen 1464 und 1468 den Bürgermeister der Stadt und mit Hinke von Maxen auf Bullendorf zwischen 1465 und 1477 den Hauptmann. Zur gleichen Zeit, bzw. etwas später gibt es mit Siegmund, als kurfürstlich sächsischen Rat um 1500, sowie Nicol in der Stellung eines kursächsischen Kammerherren und Ober-Stallmeisters 1677 auch Vertreter der Familie in höheren Positionen. Gegen Ende des 16. Jahrhunderts haben sich Angehörige des Geschlechts auch in weiter entfernten Regionen niedergelassen, so stirbt im Jahr 1590 z. B. George von Maxen als Hauptmann zu Wolfenbüttel.
Zu späterer Zeit muss einem Teil der Familie der Freiherrentitel verliehen worden sein, da 1712 ein Freiherr von Maxen als Kammerherr in Diensten Augusts des Starken steht. Im 18. Jahrhundert sind einige Mitglieder in der preußischen Armee tätig. Johann Niklas von Maxen auf Liebesitz bei Guben wiederum ist 1742 Landeshauptmann der Niederlausitz. Mit Charlotte Erdmuthe von Maxen, verheiratete Carlowitz, stirbt am 28. Januar 1773 die Familie von Maxen aus. Ihre Nachkommen, zu denen unter anderem Viktor von Carlowitz-Maxen gehörte, führten den Familiennamen Carlowitz-Maxen. Kneschke erwähnt noch 1777 Familienmitglieder auf Ohorn und Obersteina, nimmt aber ein baldiges Erlöschen sämtlicher Zweige an, so dass die Familie spätestens zu Anfang des 19. Jahrhunderts als ausgestorben betrachtet werden kann.

## Besitzungen
Zu den Besitzungen der Familie gehörten unter anderem Bischheim, Gelenau, Hennersdorf, Muschelwitz, Ohorn, Quitzdorf und Rattwitz in der Oberlausitz, das zur Herrschaft Seidenberg-Friedland liegende Bullendorf in Böhmen, sowie (Nieder) Jehser bei Pförten in der Niederlausitz.

## Wappen
Die Blasonierung des Wappens lautet nach Kneschke wie folgt: In Silber drei, 2 und 1, gestürzte grüne Blätter an kurzen Stielen.